# 제2보병사단 (미국)
제2보병사단(2nd Infantry Divison, 2ID 또는 2nd ID)은 미국 육군의 보병 사단이다. 별명은 "Indianhead→인디언 머리" 또는 "Warrior Division→전사 사단"이며, 모토는 "Second to None→누구에게도 뒤지지 않는다"이다.

## 개요
조선인민군의 침공에 대비하여 다른 미군 부대가 대한민국에 도착할 때까지 전쟁 초기에 시간을 버는 것을 주요 임무로 삼고 있다.
대략 15,000명의 병사가 있다. 제2보병사단은 다른 육군 부대와는 달리 일부는 카투사로 불리는 한국군으로 구성되어 있다. 카투사는 1950년 대한민국의 대통령 이승만에 의해 만들어졌는데, 27,000명의 카투사가 미군과 함께 한국전쟁에서 복무하였다. 카투사 이외에도 1950년~1954년 동안 3,000여명의 네덜란드 군인이 복무하기도 했다.

## 역사

### 제1차 세계 대전
제2보병사단은 1917년 9월 21일에 사단 본부가 창설되고, 10월 26일 프랑스 북동부 오뜨 마른뉴 부르몽에서 편성되었다. 당시에 사단은 제9보병연대, 제23보병연대, 제5기관총대대로 이루어진 제3보병여단과 제5해병연대, 제6해병연대, 제6기관총대대로 이루어진 제4해병여단을 포함한, 그 외 야전포병대대와 사단 지원부대로 편성되었다.
- 제3차 엔 전투
- 벨라우 숲 전투, 제4해병여단만 참전함[1]
- 샤토티에리 전투, 1918년
- 셍미하히 전투
- 뫼즈-아르곤느 공세
- 엔-마른 공세

### 제2차 세계 대전

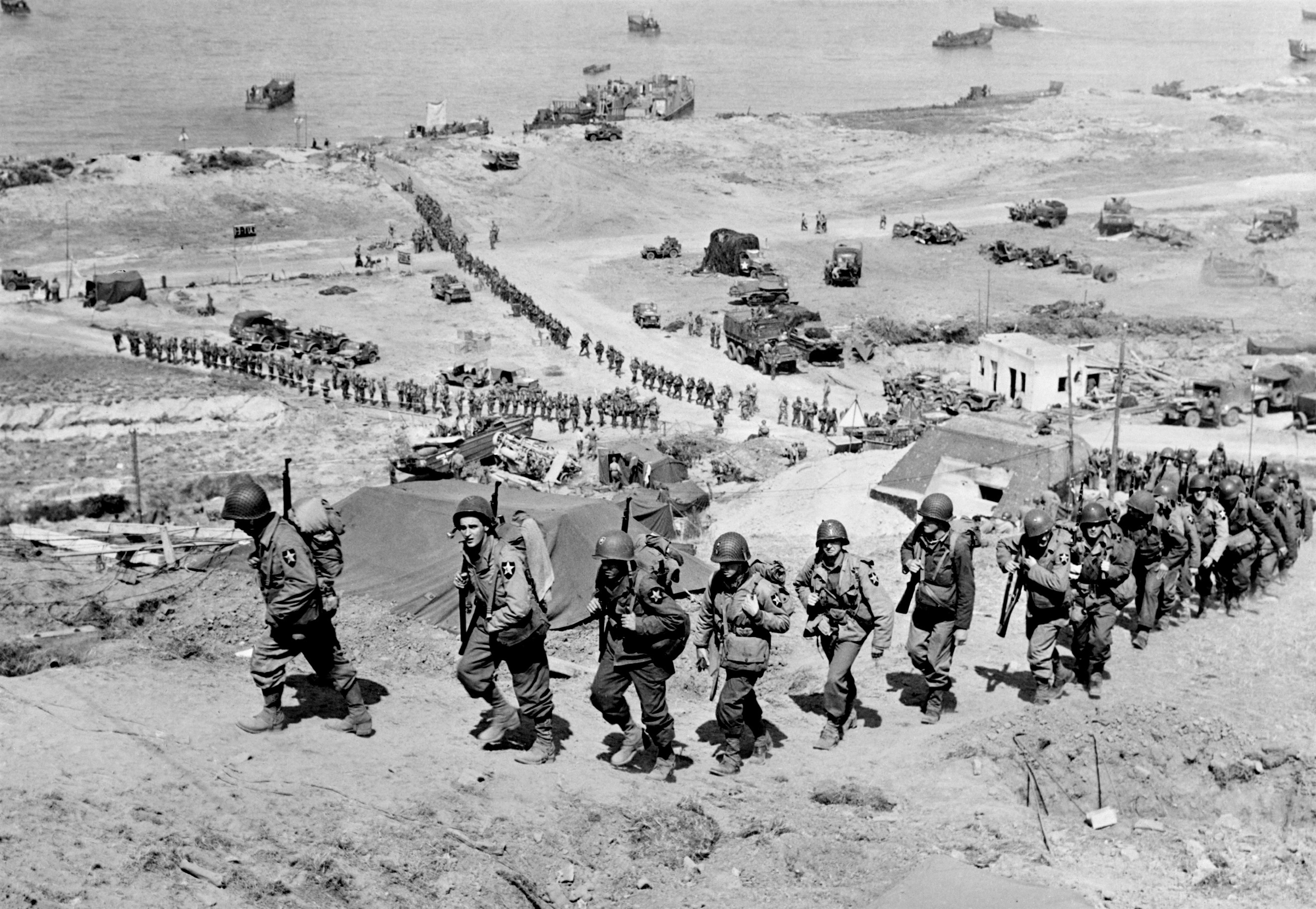
제2보병사단 1944년 6월 7일 오마하 해변에서

1943년 8월 10일에 사단 특수병력 본부(Headquarters, Special Troops, 2nd Infantry Division)가  위스콘신주 포트 맥코이에서 창설되었다.
제2차 세계 대전에 추축군과 싸웠던 기간인 303일동안 3,031명이 전사, 12,785명이 부상을 입었는데, 그중 457명은 회복되지 못하고 죽었다.
1948년 10월 15일에 사단 특수병력 본부는 제2보충중대로 재편성되었다.

#### 훈장 및 장식
- 수훈 부대 표창: 16
- 명예 훈장: 6
- 수훈장: 34
- 수훈 훈장: 1
- 은성 훈장: 741
- 수훈장: 25
- 장병 훈장: 14
- 동성 훈장: 5,530
- 공군 훈장: 89

### 한국 전쟁

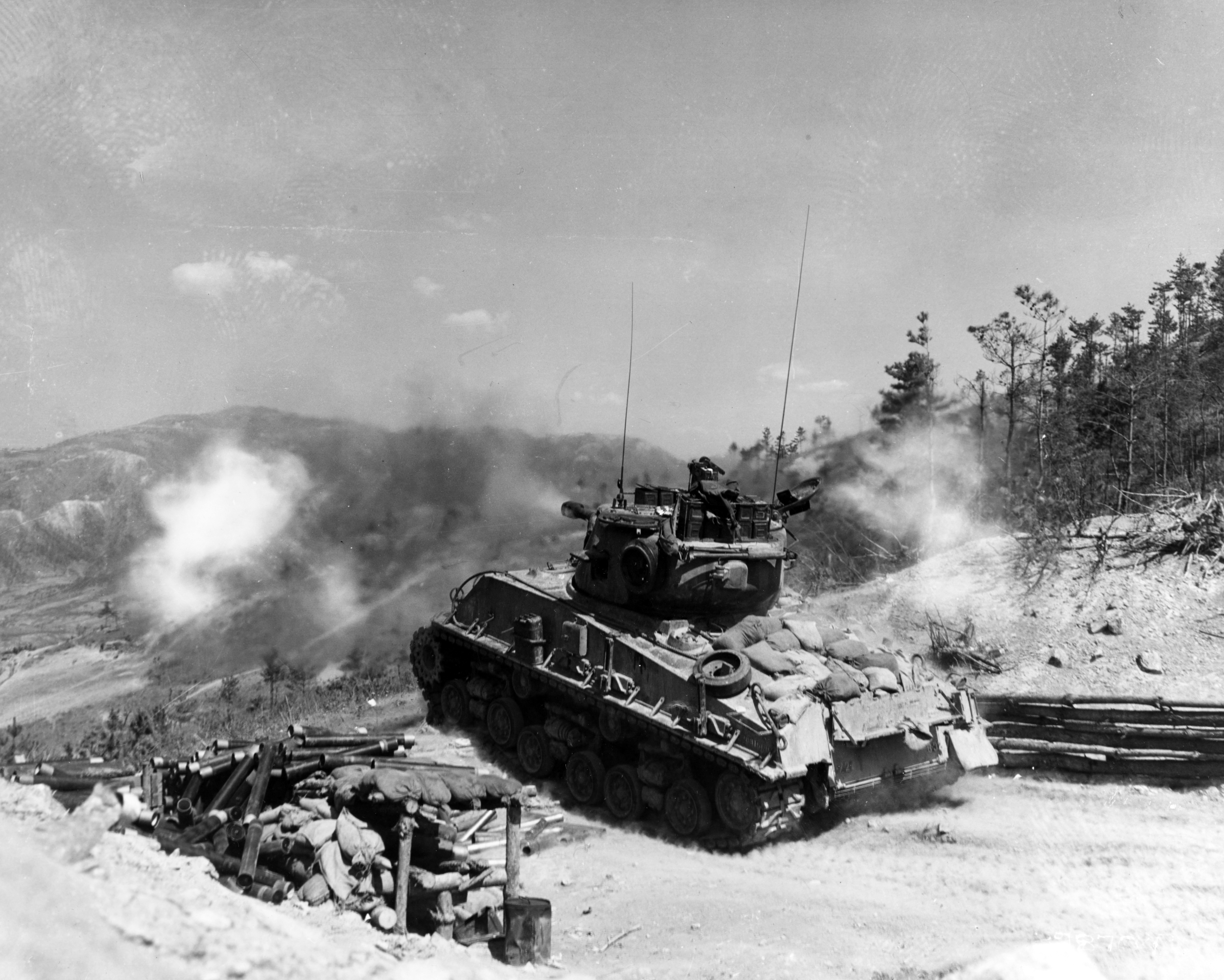
1952년 5월 11일, 한국 전쟁 당시 한국 육군 8사단을 지원하고 있는 미 보병 2사단의 M4A3E8 셔먼 전차. 적의 벙커에 76mm 포를 사격중이다.

한국 전쟁 동안 사단의 피해는 7,094명 전사, 16,575명 부상, 338명은 부상으로 죽었다.

### 냉전
1963년 객체형 육군사단 재조직화(Reorganization Objective Army Division (ROAD)) 계획에 따라 3개 여단을 가지는 구조로 재편성되었다.
1965년 7월 1일, 베트남 전쟁에 참전하기 위해 베트남 공화국으로 배치되는 제1기병사단 (공중기동)을 대신하여 제2보병사단은 한반도에 배치되었다. 제1군단으로 예속되어 동두천시 동두리의 캠프 레드 클라우드에 사단 본부를 설치하고, 한반도 비무장지대를 순찰하며 조선인민군의 저강도 분쟁에 맞섰다.
1976년 8월 8일, 공동경비구역에서 관측에 거슬리는 미루나무를 베려고하던 유엔사경비대대의 장교 2명이 조선인민군 측의 국경경비대원들에게 도끼로 찍혔다. 두 장교는 삼일 뒤에 죽었고, 폴 버니언 작전을 집행하여 대한민국 육군과 함께 반격하였다.

### 21세기
2002년 6월 13일, 미군 장갑차에 의한 중학생 압사 사건이 발생하였다. 부정적인 분위기를 띄었고, 주한미군 주둔반대 시위가 벌어졌다.
2005년 미국 육군부가 여단 전투단 체계를 도입하면서 재편성 시기를 맞았다. 제2보병사단은 5월 12일에 캠프 에세이욘의 제102군사정보대대를 기반으로 특수병력대대의 편성을 시작하여 5월 16일에 창설하였다. 제122통신대대가 중대로 축소되어 특수병력대대에 편성되었다.
5월 26일, 캠프 케이시의 사단 지원사령부(DISCOM)와 캠프 하우즈의 사단 공병여단이 해체되었다. 각 부대의 예하 대대는 하나씩 각각의 여단전투단에 배치되었다.
6월 16일, 사단 항공여단이 제17항공여단의 일부 예하 부대와 제6기병여단을 병합하고 제2전투항공여단 "탈론"(2nd Combat Aviation Brigade "Talon")으로 개편되었다.
2012년 4월 26일, 존 M. 휴그 미국 육군청장의 지시에 따라 루이스-맥코드 합동 기지에서 제7보병사단 본부가 다시 활동을 시작하였다. 제7보병사단 본부는 관리 본부로서 함께 해체되었던 예하 부대는 활동하지 않지만, 제1(I)군단을 대신하여 제2보병사단의 제2, 3,4여단전투단과 제16항공여단, 제17야전포병여단을 감독한다.
세계 경제 불황에 영향받아 미국 국방부의 예산이 줄어들어, 2017년까지 부대 구조 개편 계획에 따라 제4여단전투단의 해체가 확정되었다. 예정이 앞당겨져 제4여단전투단은 2014년 3월 14일에 "장병의 집"(Solider field house)에서 공식적으로 해산하였으며, 예하 부대는 같은 사단 예하의 제1, 2, 3여단전투단에 재배속되었다.
9월 25일, 사단 포병대가 재소집되었다. 사단 포병대는 제2, 3여단전투단에 화력 지원을 맡으며, 해외 훈련 및 개발을 위해 예하의 두개 부대는 알래스카에 배치되었다. 사단 포병대 또한 제7보병사단, 본부에서 행정관리를 맡는다.
제1기갑여단전투단이 1965년 7월부터 맡아온 한반도 방어 임무를 맡은지 약 50주년이 되는 2015년 7월 해체되었다.이 조치는 미국 육군의 45개 여단 전투단을 32개로 감축하는 과정의 하나이다. 장비는 그대로 두고 텍사스주 포트 후드의 제1기병사단, 제2기갑여단전투단의 병력 4,600명이 도착하는 6월에 제2보병사단, 제1기갑여단전투단 본부가 해체되고 9개월 주기로 순환 배치될 예정이라고 미국 국방부가 11월 4일 화요일에 발표하였다. 앞서 제6, 12, 8 기병 연대의 각 1개 대대가 순환 배치 되었던 것은 전략적 유연성을 위한 시험과 준비 과정이었고, 2015년 늦은 여름부터 본격적으로 집행될 예정이다.

#### 이주 계획
2015년 12월 1일에 한미 전시 작전통제권이 주한 미군에서 한국군에 이양되어, 캠프 레드 클라우드를 떠나 경기도 평택시의 캠프 험프리스로 옮겨가도록 예정되어 있었다. 2012년 6월 15일, 조선민주주의인민공화국의 도발 수위가 높아지면서 캠프 험프리스로 옮기지 않고 대한민국 육군의 1개 여단과 통합하여 한미 연합부대로 개편하는 방안을 검토하고 있다. 한미연합사단으로 개편하게 되면, 이전보다 빠르게 주한 미군과 한국군사이의 정보 공유와 2사단의 전력을 이용할 수 있는 잇점을 생긴다.

## 구조

### 지휘부
- 사단장 : 소장 윌리엄 D. 테일러(William D. “Hank” Taylor)
- 주임원사 : 원사 케네스 프랑코(Kenneth Franco)
- 한측 부사단장: 준장 김정혁
- 작전 부사단장 : 대령 로버트 브라운(Robert S. "TODD" Brown) 보관됨 2024-05-02 - 웨이백 머신
- 행정 부사단장 : 준장 브랜든 앤더슨(Brandon Anderson)
- 참모장 : 대령 웨이드 거먼(Wade Germann)
- 한측 참모장: 대령 이동명

### 위치
한반도에 주둔하고 있는 제2보병사단의 부대는 대부분 경기도에 있다. 사단 본부가 있는 평택시의 캠프 험프리스에 대부분 입주하고 있으며, 동두천시에 캠프 케이시를 주축으로 캠프 캐슬과 호비에 나눠서 입주해 있다.
그 외에 나머지는 미국 본토의 루이스-맥코드 합동 기지(JBLM)에 제2, 3여단전투단, 포트 카슨에 제2전투항공여단, 2항공연대, 1대대가 각각 주둔하고 있다.
- 대한민국
  - 캠프 험프리스: 경기도 평택시, 사단 본부, 제23화학대대, 제2전투항공여단, 순환배치 스트라이커 여단, 사단 포병 여단
  - 캠프 케이시: 경기도 동두천시, 비무장지대 남쪽 27 km(17 마일)
    - 캠프 캐슬
    - 캠프 호비
- 미국
  - 루이스-맥코드 합동 기지: 워싱턴 주, 제2, 3여단전투단.
  - 포트 카슨: 콜로라도주 스프링, 제2항공연대 1대대.

### 전투 서열

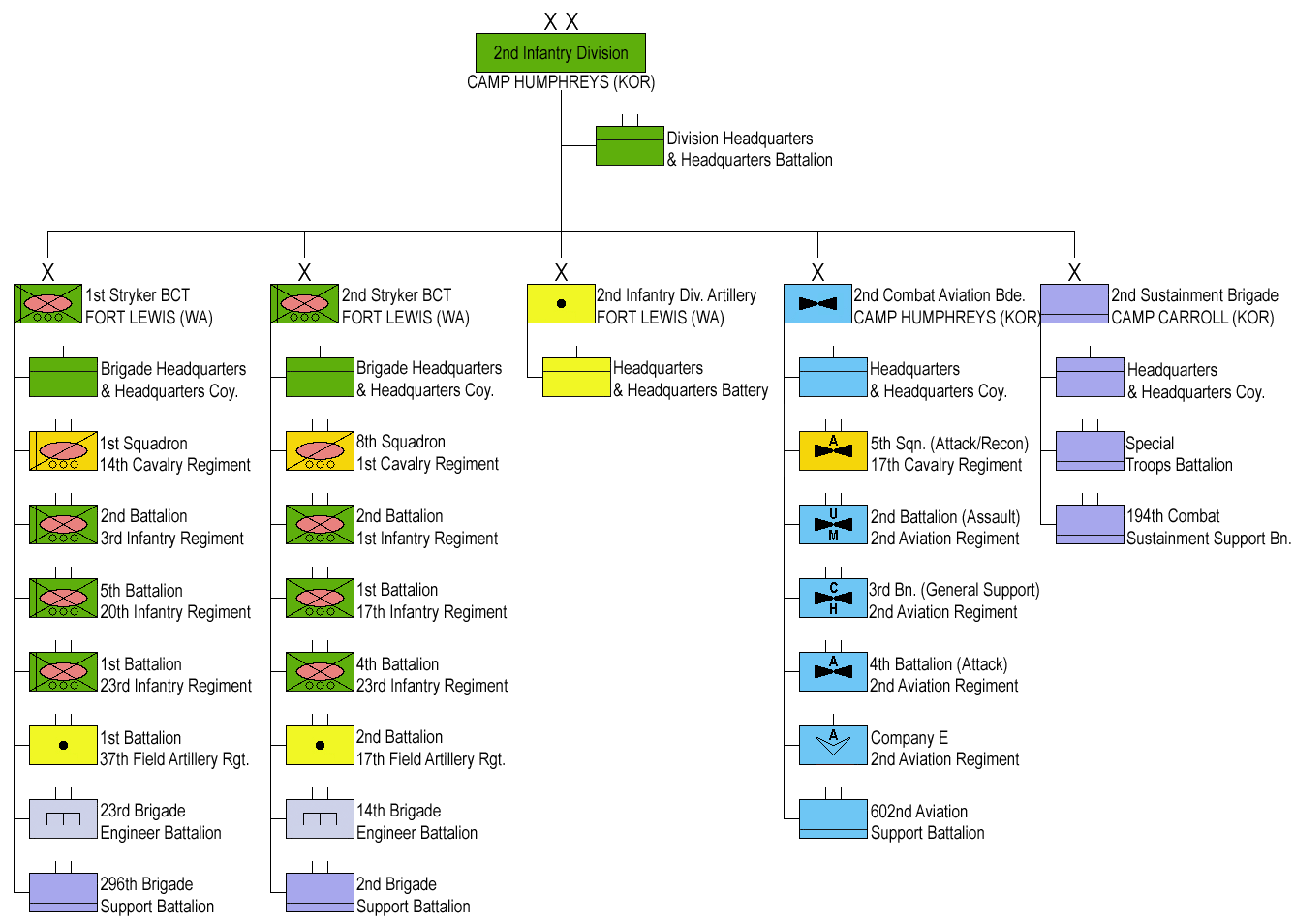
제2보병사단의 전투 서열

사단은 2개 스트라이커 여단 전투단과 1개 전투항공여단으로 편성되어 있다.
제5여단전투단이 2007년 5월 4일부터 2001년 7월 22일까지의 5여단전투단으로서의 활동을 마치고 제2여단전투단으로 재조정(Reflagged)되었다.
2014년 4월에 제4여단전투단, 2015년 7월에 제1여단전투단이 해체된 뒤, 9월에 제3여단전투단이 제1여단전투단으로 재조정되었다.
- 사단 본부 및 본부대대
  - 군악대
  - 워리어 신속대응센터
- 제1여단전투단"Ghost" (스트라이커) - 미국 워싱턴 주, 루이스-맥코드 합동 기지(제3여단이 명칭변경, 2015.9)
  - 본부 및 본부중대
  - 제3보병연대 2대대 (스트라이커)
  - 제20보병연대 5대대(스트라이커)
  - 제23보병연대 1대대(스트라이커)
  - 제14기병연대 1대대(RSTA, 정찰)
  - 제37야전포병연대 1대대
  - 제296여단지원대대
  - 제23여단공병대대; 2015년 9월 15일, 재창설 ~ 현재
- 제2여단전투단 "Lancer"(스트라이커) - 미국 워싱턴주, 루이스-맥코드 합동 기지, 옛 제5여단)
  - 본부 및 본부중대
  - 제1보병연대 2대대 (스트라이커)
  - 제17보병연대 1대대(스트라이커)
  - 제23보병연대 4대대(스트라이커)
  - 제1기병연대 8대대 (RSTA,정찰)
  - 제17야전포병연대 2대대
  - 제2여단지원대대
  - 제14여단공병대대; 2014년 8월, 예속 ~ 현재
- 제2보병사단 포병대 - 미국 워싱턴주, 루이스-맥코드 합동 기지
  - 본부 및 본부포대
- 제2전투항공여단 "Talon" - 대한민국 캠프 험프리스
  - 본부 및 본부중대 - "Warrior Knights"
  - 제2항공연대 2대대 (강습) (UH-60) "Wild Card"
  - 제2항공연대 3대대 (GSAB) - "Nightmare)"
  - 제2항공연대 4대대 (R/A) (AH-64E)) "Death Dealer"
  - 제17기병연대 5대대 (R/A) (AH-64E) "Valkyrie"
  - 제602항공지원대대 "Warhorse"
- 제2보병사단 지원여단 "Champion" - 대한민국 캠프 험프리스
  - 특수병력대대 "Dragon"
  - 제23화학대대 "Lion"
  - 제194사단지속지원대대 "Providers"
  - 제11공병대대 "Jungle Cat"
- 제210야전포병여단 - 대한민국 캠프 케이시 (사단의 작전 통제에 의해 여단 분리 배속됨)
  - 본부 및 본부포대
  - 제37야전포병연대 6대대 (M270A1 MLRS)
  - 제38야전포병연대 1대대 (M270A1 MLRS)
  - 제15야전포병연대 1대대 (M109A6 팔라딘)(2015년 7월 부대 해체, 구 제1여단 포병대대)
  - 제18야전포병연대 2대대 (M270A1 MLRS)(순환배치 대대, '16.10~,원소속 : 제75야전포병여단)
  - 제333야전포병연대 F포대(표적획득)
  - 제70여단지원대대
  - 제579통신중대

## 명예훈장 수여자
한국 전쟁, 17명
- 제9보병연대
  - 로렌 R. 카우프만 †, 1950년 9월 4일 ~ 5일
  - 에드워드 C. 크리지조브스키 †, 1951년 8월 31일 ~ 9월 3일
  - 조지프 R. 욀레테 †, 1950년 8월 31일 ~ 9월 3일
  - 데이비드 M. 스미스 †, 1950년 9월 1일
  - 루터 H. 스토리 †, 1950년 9월 1일
  - 트래비스 E. 왓킨스 †, 1950년 8월 31일 ~ 9월 3일
- 제23보병연대
  - 주이너 D. 에드워드 †, 1951년 1월 2일
  - 허버트 L. 리, 1951년 2월 1일
  - 허버트 K. 필리라우 †, 1951년 9월 17일
  - 존 A. 피트먼, 1950년 11월 26일
  - 윌리엄 S. 시트먼 †, 1951년 2월 14일
- 제38보병연대
  - 토니 K. 버리스 †, 1950년 10월 8일 ~ 9일
  - 프레데릭 F. 헨리 †, 1950년 9월 1일
  - 찰스 R. 롱 †, 1951년 2월 12일
  - 로널드 E. 로서, 1952년 1월 12일
- 제15야전포병대대
  - 리 R. 해이틸 †, 195년 8월 27일
- 제2수색중대
  - 찰스 W. 터너 †, 1950년 9월 1일

## 기록

### 계보
- 1917년 9월 21일, Headquarters, 2d Division
정규군에 배정.
→제2사단, 본부
- 1942년 8월 1일, Headquarters, 2d Infantry Division
→제2보병사단, 본부
- 1960년 5월 2일, Headquarters and Headquarters Company, 2d Infantry Division
→제2보병사단, 본부 및 본부중대
- 2005년 6월 16일, Headquarters and Tactical Command Posts, 2d Infantry Division
→제2보병사단, 본부 및 전술지휘소
- 2010년 5월 16일, Headquarters and Headquarters Battalion, 2d Infantry Division
→제2보병사단, 본부 및 본부대대

### 전역
- 제1차 세계 대전
  - 옌
  - 옌-마른
  - 성 미하일
  - 메우스-아르곤느
- 제2차 세계 대전
  - 노르망디
  - 북부 프랑스
  - 라인란트
  - 안데스-알자스
  - 중앙 유럽
- 한국 전쟁
  - 부산 교두보 전투
- 이라크 전쟁
- 아프가니스탄 전쟁

#### 장식
| 스트리머                         | 내역                                                                            |
| -------------------------------- | ------------------------------------------------------------------------------- |
| 프랑스 Croix de Guerre (+종려잎) | 엔-마른                                                                         |
| 프랑스 Croix de Guerre (+종려잎) | 뫼즈-아르곤느                                                                   |
| 프랑스 Croix de Guerre           | 제1차 세계 대전                                                                 |
| 벨기에 Fourragere                | Cited in the Order of the Day of the Belgian Army for action in the 안데스 전투 |
| 벨기에 Fourragere                | Cited in the Order of the Day of the Belgian Army for action at Elsenborn Crest |
| 대한민국 대통령 부대 표창        | 낙동강 전선                                                                     |
| 대한민국 대통령 부대 표창        | 1950년 ~ 1953년                                                                 |
| 대한민국 대통령 부대 표창        | 1982년 6월 14일                                                                 |
| 대한민국 대통령 부대 표창        | 1994년, 한반도                                                                  |
| 대한민국 대통령 부대 표창        | 1999년, 한반도                                                                  |
| 대한민국 대통령 부대 표창        | 2011년, 한반도                                                                  |
| 대한민국 대통령 부대 표창        | 2016년, 한반도                                                                  |

## 같이 보기
- 주한 미군
- 주한미군지위협정
- 한미연합사령부
- 카투사
- 제8군 (미국)
- 대한민국의 전시작전권 환수
- 전시 작전통제권

## 참고

### 인용
1. 1 2  Major Edwin N. McClellan, USMC (1920). “The United States Marine Corps in the World War” (영어). 워싱턴 D.C.: 미국 해병대 본부. 2017년 8월 29일에 원본 문서 (text)에서 보존된 문서. 2017년 1월 31일에 확인함.
2. 1 2 3  “Special Troops Battalion, 2d Infantry Division” (영어). 미국 육군 역사관. 2008년 7월 16일. 2017년 1월 30일에 원본 문서에서 보존된 문서. 2017년 1월 31일에 확인함.
3. ↑  Seth Robson (2005년 5월 12일). “2nd Infantry Division prepares for Special Troops Battalion” (영어). 스타스 앤 스트립스. 2017년 1월 31일에 확인함.
4. ↑  Robson, Seth (2005년 6월 26일). “2nd ID Support Command cases colors” (영어). 스타스 앤 스트립스. 2017년 1월 25일에 확인함.
5. ↑  “주한미군, 제17 항공여단 해체”. 뉴스와이어. 2005년 4월 15일. 2014년 5월 18일에 확인함.
6. ↑  김종원 (2005년 6월 1일). “병력 위주에서 업그레이드 최첨단 장비로”. 국방일보. 2014년 5월 18일에 확인함.[깨진 링크(과거 내용 찾기)]
7. ↑  윤상호 (2005년 4월 15일). “美8군 17항공여단 일부 철수…잔류 전력 2항공여단에 배치”. 동아일보. 2014년 5월 18일에 확인함.
8. ↑  조아미 (2011년 3월 28일). “46+1' 기억하며 … 하나로 뭉친 동맹의 밤`”. 국방일보. 2014년 11월 11일에 원본 문서에서 보존된 문서. 2014년 5월 18일에 확인함. 2005년 미 육군항공 개편 계획에 따라 2항공여단·17항공여단·6기갑항공여단이 탤론여단으로 통합됐다.
9. ↑  Petrich, Marisa (2012년 4월 26일). “SecArmy announces new division headquarters coming to Lewis-McChord” (영어). 워싱턴주 루이스-맥코드 합동 기지: JBLM 공사 사무국. 2012년 4월 29일에 확인함.
10. ↑  Brent Champaco (2013년 6월 23일). “JBLM's Losing 4th Stryker Brigade Combat Team, 2nd Infantry Division” (영어). Lakewood-JBLM Patch. 2013년 10월 4일에 확인함.
11. ↑  “4-2 SBCT Inactivation” (영어). DVIDS. 2014년 3월 13일. 2014년 9월 19일에 확인함.
12. ↑  Mark Miranda (2014년 9월 14일). “2nd Infantry DIVARTY activates on JBLM” (영어). 제7보병사단 공사 사무국. 2014년 11월 16일에 확인함.
13. ↑  “Rotational Force will arrive for deactivating 1st Armored Brigade Combat Team” (영어). 제8군 공사 사무국. 2014년 11월 6일. 2014년 11월 7일에 확인함.
14. ↑  김영아 (2013년 9월 19일). “美 항공정찰대 평택 배치…"아태지역 첫 지상군 순환배치"”. SBS. 2014년 11월 8일에 확인함.
15. ↑  주태산 (2014년 1월 8일). “미국본토 기갑부대 2월 한국에 추가배치”. 이코노믹리뷰. 2014년 11월 7일에 원본 문서에서 보존된 문서. 2014년 11월 11일에 확인함.
16. ↑  김훈기 (2014년 11월 7일). “동두천 美 1기갑여단 해체…본토 전투여단이 대체”. 뉴시스. 2014년 11월 7일에 원본 문서에서 보존된 문서. 2014년 11월 7일에 확인함.
17. ↑  Ashley Rowland; Jon Harper (2014년 11월 6일). “2nd ID unit in Korea to deactivate, be replaced by rotational force” (영어). 스타 앤 스트립스. 2014년 11월 16일에 확인함.
18. ↑  Michelle Tan (2011년 11월 6일). “End of an era: Iron Brigade to deactivate in Korea” (영어). 아미 타임스. 2014년 11월 7일에 확인함.[깨진 링크(과거 내용 찾기)]
19. ↑  김태운 (2012년 6월 15일). “"미 2사단, 한·미 연합부대로 재편"…논란 예상”. SBS. 2012년 6월 16일에 확인함.
20. ↑  Don Kramer (2010년 7월 30일). “5th Bde., 2nd Inf. Div. reflags, redirects”. 《army.mil》 (영어). 2017년 2월 8일에 확인함.

### 자료
- 미국 육군 역사관 (1950). 《The Army Almanac: A Book of Facts Concerning the Army of the United States》 (영어). 미국 정부 인쇄국. 510-592쪽.
- “Headquarters and Headquarters Battalion 2d Infantry Division (Indianhead)” (영어). United States Army Center of Military History. 2017년 1월 31일에 확인함.